# Chilhowee (Misuri)
Chilhowee es un pueblo ubicado en el condado de Johnson en el estado estadounidense de Misuri. En el Censo de 2010 tenía una población de 325 habitantes y una densidad poblacional de 327,63 personas por km².

## Geografía
Chilhowee se encuentra ubicado en las coordenadas 38°35′19″N 93°51′22″O / 38.58861, -93.85611. Según la Oficina del Censo de los Estados Unidos, Chilhowee tiene una superficie total de 0.99 km², de la cual 0.99 km² corresponden a tierra firme y (0%) 0 km² es agua.

## Demografía
Según el censo de 2010, había 325 personas residiendo en Chilhowee. La densidad de población era de 327,63 hab./km². De los 325 habitantes, Chilhowee estaba compuesto por el 95.38% blancos, el 0% eran afroamericanos, el 0.92% eran amerindios, el 0% eran asiáticos, el 0% eran isleños del Pacífico, el 0% eran de otras razas y el 3.69% pertenecían a dos o más razas. Del total de la población el 1.23% eran hispanos o latinos de cualquier raza.